# 8EST
『8EST』（エイテスト）は、関ジャニ∞の1枚目のベスト・アルバム。2012年10月17日にインペリアルレコードから発売された。

## 概要
- 自身初のベスト・アルバム[注 1]。
- CDは初回限定盤A・B、通常盤の3形態で発売。
- デビューシングル『浪花いろは節』から「エイトレンジャー」名義で発売された21stシングル『ER』までのシングル表題曲29曲[注 2]と、後述のイベント『∞祭〜ボクらも8っちゃい、8っちゃけまつり〜』内の企画「ガチンコ祭り!センターは俺だ!!」で優勝した横山裕がセンターを務め、作詞を横山、作曲を安田章大が手がけた新曲「クルトン」の全30曲[注 3]を収録[14][15]。
  - 今作の約1か月前に発売された22ndシングル『あおっぱな』は本作には未収録であり、次作『JUKE BOX』にて初収録となった。
- 初回限定盤には特典DVDを付属。
  - 初回限定盤AのDisc 1には、8月4日・5日に千葉・幕張メッセ、同月10日 - 12日にインテックス大阪で開催された8周年記念イベント『∞祭〜ボクらも8っちゃい､8っちゃけまつり〜』[16]のライブ映像とドキュメンタリー映像、更に8月8日（エイトの日）に大阪・京セラドーム大阪で開催されたフリーイベント『松原信一 presents すごはち』[16][17]の映像を収録[15]。Disc 2には、前述のイベント『∞祭 〜』で行われた「ガチンコ祭り!センターは俺だ!!」のダイジェスト映像を収録[15]。
  - 初回限定盤Bには、新曲「クルトン」のミュージック・ビデオとメイキング映像と、上述の「ガチンコ祭り!センターは俺だ!!」の下位である丸山隆平と錦戸亮の2人が行った罰ゲーム「ほほえみデート」の映像を収録[15]。
- 本作までのアルバムに収録されていたシングルは、歌唱部分の変更やブラスアレンジなど、リアレンジされている場合があったため、「大阪レイニーブルース」「桜援歌 (Oh!ENKA)」「無限大」「∞SAKAおばちゃんROCK」「大阪ロマネスク」「イッツ マイ ソウル」「Wonderful World!!」はシングルバージョンアルバム初収録となった。ただし、「T.W.L」はアルバムバージョンが収録された。
- 2012年9月16日、自身のライブツアー『KANJANI∞ LIVE TOUR!! 8EST 〜みんなの想いはどうなんだい?僕らの想いは無限大!!〜』の東京・味の素スタジアム公演にて、本作の発売が発表された[18][19]。
- 2018年6月29日、同年9月22日・23日に開催自身初の海外公演『KANJANI'S EIGHTERTAINMENT GR8EST in Taipei』が台湾・台北アリーナで開催される事に伴い、台湾で本作と2ndベストアルバム『GR8EST』が同時発売された[20]。
- 2024年1月1日、デビュー20周年を記念し、過去にリリースされた全楽曲が各種音楽ダウンロードサービス、サブスクリプションサービスで配信されることに伴い、本作の配信も開始された[21][22][23]。

### 各形態概要
| 曲名              | 形態   |
| ----------------- | ------ |
| 冬恋              | 通常盤 |
| 君の歌をうたう    | 通常盤 |
| I wish            | 通常盤 |
| マイナス100度の恋 | 通常盤 |
| 雪をください      | 通常盤 |
| One day in winter | 通常盤 |
| Snow White        | 通常盤 |

| 特典内容                                                       | 形態                   |
| -------------------------------------------------------------- | ---------------------- |
| 特典DVD（詳細は「#特典DVD」を参照）                            | 初回限定盤A            |
| Special Box仕様                                                | 初回限定盤A            |
| ∞th ANNIVERSARY PHOTO BOOK ＜∞祭・すごはち＞（52P）            | 初回限定盤A            |
| シングルポスターポストカード（20枚）                           | 初回限定盤A            |
| 特典DVD（詳細は「#特典DVD」を参照）                            | 初回限定盤B            |
| 三方背トールケース仕様                                         | 初回限定盤B            |
| ∞th ANNIVERSARY PHOTO BOOK ＜クルトン・ほほえみデート＞（44P） | 初回限定盤B            |
| 52P歌詞ブックレット                                            | 通常盤                 |
| 8ESTステッカー                                                 | 通常盤（初回プレス分） |

## 販売形態
- 発売日：2012年10月17日
  - 初回限定盤A（TECI-8018：2CD+2DVD）
    - Special Box仕様
    - ∞th ANNIVERSARY PHOTO BOOK ＜∞祭・すごはち＞（52P）封入
    - シングルポスターポストカード（20枚）封入

  - 初回限定盤B（TECI-8020：2CD+DVD）
    - 三方背トールケース仕様
    - ∞th ANNIVERSARY PHOTO BOOK ＜クルトン・ほほえみデート＞（44P）封入

  - 通常盤（TECI-8022：2CD）
    - 52P歌詞ブックレット封入
    - 8ESTステッカー封入（初回プレス盤のみ）
- 発売日：2015年7月1日
  - 通常盤：再発売（JACA-5556~5557：2CD）
    - 自身の所属レコード会社を『テイチクエンタテインメント』から『INFINITY RECORDS』へ移籍したため、INFINITY RECORDSより再発売。
- 発売日：2019年7月12日
  - 通常盤：十五催ハッピープライス盤（JSNC-1590~1591：2CD）
    - 自身の配信アプリ『関ジャニ∞アプリ』対応のため、15%オフでの再発売。
- 発売日：2024年1月1日
  - 配信作品
    - デビュー20周年を記念した音楽ダウンロードサービスおよびサブスクリプションサービスでの配信[21][22][23]。

## チャート成績

### アルバムチャート順位
- オリコンチャート
  - 初週298,385枚を売り上げ、2012年10月29日付の「オリコン週間 CDアルバムランキング」で週間1位を獲得した[1][2]。
    - 5作連続、通算5作目のアルバム1位獲得となった[1]。
    - 本作で初週売上の自己最高記録を更新した[1]。

  - 翌週32,656枚を売り上げ、2012年11月5日付の「オリコン週間 CDアルバムランキング」で週間1位を獲得した[3][4]。
    - シングル・アルバムを通じて自身の作品が2週連続同チャートで1位を獲得する事は今回で初である[3]。

  - 累計345,873枚を売り上げ、2012年10月度「オリコン月間 CDアルバムランキング」で月間2位を獲得した[6]。
  - 累計367,107枚を売り上げ、2012年度「オリコン年間 CDアルバムランキング」で年間15位を獲得した[7]。
  - 2021年10月現在、自身のオリコンアルバム売上ランキング1位である。
  - 累計340ダウンロードを記録し、2024年1月15日付の「オリコン週間 デジタルアルバムランキング」で週間12位を獲得した[5]。
- Billboard JAPAN
  - 2012年10月24日公開の「Billboard Japan Top Albums Sales」で週間1位を獲得した[8]。
  - 2012年度「Billboard Japan Top Albums Sales Year End」で年間12位を獲得した[12]。
  - 累計327ダウンロードを記録し、2024年1月10日公開の「Billboard Japan Download Albums」で週間9位を獲得した[9][10]。
  - 2024年1月10日公開の「Billboard Japan Hot Albums」で週間31位を獲得した[11]。

### 各曲チャート順位
※シングル曲は各ページを参照。
- Billboard JAPAN
  - 2012年10月24日公開の「Billboard Japan Hot 100」で「クルトン」が週間81位を獲得した[24]。

## 収録曲

### CD
※はアルバム初収録曲、※※はシングルバージョンアルバム初収録曲。

#### 通常盤

##### Disc 1（通常盤）
1. 浪花いろは節 - [3:30]
作詞：MASA
作曲・編曲：馬飼野康二
  - 1stシングル
  - テレビ東京系『裏ジャニ』エンディングテーマ[25]
2. 大阪レイニーブルース - [4:14] ※※
作詞：MASA
作曲・編曲：馬飼野康二
  - 2ndシングル
3. 好きやねん、大阪。 - [3:51]
作詞・作曲：イイジマケン
編曲：吉岡たく
  - 3rdシングルの1曲目
  - ハウス食品『好きやねん』CMソング[26]
4. 桜援歌(Oh!ENKA) - [3:55] ※※
作詞：MASA
作曲・編曲：馬飼野康二
  - 3rdシングルの2曲目
  - NHK教育アニメ『忍たま乱太郎』第13・14シリーズエンディングテーマ[26]
5. 無限大 - [4:28] ※※
作詞：MASA
作曲・編曲：馬飼野康二
  - 3rdシングルの3曲目
  - 20世紀フォックス配給劇場アニメ『ロボッツ』日本版応援ソング[27]
6. ∞SAKAおばちゃんROCK - [4:51] ※※
作詞：久保田洋司、関ジャニ∞
作曲・編曲：馬飼野康二
  - 4thシングルの1曲目
  - エムティーアイ『music.jp』CMソング[28]
  - KADOKAWA『dwango』CMソング[28]
  - 関西テレビ『ほんじゃに!』テーマソング[28]
  - 一部歌詞を関ジャニ∞が制作している。
7. 大阪ロマネスク [Single Version] - [4:45] ※※
作詞：相田毅
作曲：谷本新
編曲：ha-j
  - 4thシングルの2曲目
  - 1stフルアルバム『KJ1 F・T・O』収録曲のシングルバージョン
  - 大阪観光テーマソング[29]
8. 関風ファイティング - [4:19]
作詞：MASA
作曲・編曲：馬飼野康二
  - 5thシングル
  - エムティーアイ『music.jp』CMソング[30]
  - KADOKAWA『dwango』CMソング[30]
  - 東京ニュース通信社『週刊TVガイド』CMソング[30]
9. ズッコケ男道 - [5:08]
作詞：上中丈弥
作曲：ピエール
編曲：白井良明
  - 6thシングル
  - エムティーアイ『music.jp』CMソング[31]
  - KADOKAWA『dwango』CMソング[31]
  - THE イナズマ戦隊の上中丈弥からの楽曲提供。
10. イッツ マイ ソウル - [4:46] ※※
作詞：上中丈弥
作曲：林田健司
編曲：CHOKKAKU
  - 7thシングル
  - KADOKAWA『dwango』CMソング[32]
  - THE イナズマ戦隊の上中丈弥からの楽曲提供。
11. ワッハッハー - [5:03]
作詞・作曲：竹森マサユキ
編曲:CHOKKAKU
  - 8thシングル
  - KADOKAWA『dwango』CMソング[33]
  - カラーボトルの竹森マサユキからの楽曲提供。
12. 無責任ヒーロー - [4:28]
作詞：上中丈弥
作曲：馬飼野康二
編曲：白井良明
  - 9thシングル
  - 日本テレビ系『江川×堀尾のSUPERうるぐす』2008年10月-12月度テーマソング[34]
  - KADOKAWA『dwango』CMソング[34]
  - THE イナズマ戦隊の上中丈弥からの楽曲提供。
13. 急☆上☆Show!! - [4:32]
作詞・作曲：TAKESHI
編曲：久米康隆、TAKESHI
ブラスアレンジ：YOKAN
  - 10thシングル
  - KADOKAWA『dwango』CMソング[35]
14. Wonderful World!! - [4:44] ※※
作詞・作曲：ROADIE
編曲：久米康隆
  - 14thシングル
  - 朝日放送・テレビ朝日系『冒険JAPAN! 関ジャニ∞MAP』エンディングテーマ[36]
15. LIFE〜目の前の向こうへ〜 - [3:55]
作詞・作曲：金丸佳史
編曲：大西省吾
  - 15thシングル
  - TBS系日曜劇場『GM〜踊れドクター』主題歌[37]

##### Disc 2（通常盤）
1. T.W.L - [4:14]
作詞・作曲：北川悠仁
編曲：野間康介
ブラスアレンジ：YOKAN
  - 16thシングルの1曲目
  - テレビ朝日系アニメ『クレヨンしんちゃん』13代目オープニングテーマ[38]
  - 東宝配給劇場アニメ『映画クレヨンしんちゃん 嵐を呼ぶ黄金のスパイ大作戦』オープニングテーマ[39]
  - ゆずの北川悠仁からの楽曲提供。
  - 5thフルアルバム『FIGHT』収録バージョンを収録。
2. イエローパンジーストリート - [4:53]
作詞・作曲：TAKESHI
編曲：久米康隆、TAKESHI
ブラスアレンジ：YOKAN
  - 16thシングルの2曲目
  - 東宝配給劇場アニメ『映画クレヨンしんちゃん 嵐を呼ぶ黄金のスパイ大作戦』主題歌[38]
3. マイホーム - [4:30]
作詞・作曲：A.F.R.O
編曲：野間康介
  - 17thシングル
  - テレビ朝日系金曜ナイトドラマ『犬を飼うということ〜スカイと我が家の180日〜』主題歌[40]
4. 365日家族 - [5:41]
作詞：田中花乃
作曲：谷口尚久
編曲：大西省吾
  - 18thシングル
  - TBS系金曜ドラマ『生まれる。』主題歌[41]
5. ツブサニコイ - [4:55]
作詞：TAKESHI
作曲・編曲：Face 2 fAKE
  - 19thシングル
  - フジテレビ系月9ドラマ『全開ガール』エンディングテーマ[42]
6. 愛でした。 - [4:24] ※
作詞・作曲：石原理酉
編曲：大西省吾
  - 20thシングル
  - TBS系木曜ドラマ9『パパドル!』主題歌[43]
7. ER / エイトレンジャー - [3:59] ※
作詞・作曲：UNIST
編曲：久米康隆
  - 21stシングル
  - 東宝配給映画『エイトレンジャー』主題歌[44]
8. クルトン - [4:03]
作詞：横山裕
作曲：安田章大
編曲：大西省吾
  - 新曲
  - メンバーの横山裕と安田章大が制作した楽曲。
9. 冬恋 - [4:50] ※
作詞・作曲：田中秀典
編曲：釣俊輔
  - 11thシングル『GIFT 〜白〜』の1曲目
10. 君の歌をうたう - [3:57] ※
作詞・作曲：TAKESHI
編曲：久米康隆、TAKESHI
  - 11thシングルの2曲目
11. I wish - [5:33] ※
作詞・作曲：サイトウヨシヒロ
編曲：古川貴浩
  - 12thシングル『GIFT 〜赤〜』の1曲目
12. マイナス100度の恋 - [4:32] ※
作詞・作曲：コダマックス
編曲：大西省吾・コダマックス
  - 12thシングルの2曲目
13. 雪をください - [4:48] ※
作詞：nojo
作曲：nojo、工藤勝洋
編曲：大西省吾
  - 13thシングル『GIFT 〜緑〜』の1曲目
14. One day in winter - [4:26] ※
作詞：M.com
作曲：日暮和広
編曲：高橋浩一郎
  - 13thシングルの2曲目
  - メンバーの丸山隆平が「M.com」名義で制作した楽曲。
15. Snow White - [4:44] ※
作詞・作曲：錦戸亮、安田章大
編曲：葉山拓亮
  - 13thシングルの3曲目
  - メンバーの錦戸亮と安田章大が制作した楽曲。

#### 初回限定盤A・B

##### Disc 1（初回限定盤A・B）
1. 浪花いろは節
2. 大阪レイニーブルース
3. 好きやねん、大阪。
4. 桜援歌(Oh!ENKA)
5. 無限大
6. ∞SAKAおばちゃんROCK
7. 大阪ロマネスク [Single Version]
8. 関風ファイティング
9. ズッコケ男道
10. イッツ マイ ソウル
11. ワッハッハー
12. 無責任ヒーロー

##### Disc 2（初回限定盤A・B）
1. 急☆上☆Show!!
2. Wonderful World!!
3. LIFE〜目の前の向こうへ〜
4. T.W.L
5. イエローパンジーストリート
6. マイホーム
7. 365日家族
8. ツブサニコイ
9. 愛でした。
10. ER
11. クルトン

### 配信
配信限定作品。2024年1月1日に配信された。
1. 浪花いろは節
2. 大阪レイニーブルース
3. 好きやねん、大阪。
4. 桜援歌(Oh!ENKA)
5. 無限大
6. ∞SAKAおばちゃんROCK
7. 大阪ロマネスク [Single Version]
8. 関風ファイティング
9. ズッコケ男道
10. イッツ マイ ソウル
11. ワッハッハー
12. 無責任ヒーロー
13. 急☆上☆Show!!
14. Wonderful World!!
15. LIFE〜目の前の向こうへ〜
16. T.W.L
17. イエローパンジーストリート
18. マイホーム
19. 365日家族
20. ツブサニコイ
21. 愛でした。
22. ER
23. クルトン
24. 冬恋
25. 君の歌をうたう
26. I wish
27. マイナス100度の恋
28. 雪をください
29. One day in winter
30. Snow White

### 特典DVD

#### 初回限定盤A
| #         | タイトル                             | 作詞  | 作曲・編曲 | 時間 |
| --------- | ------------------------------------ | ----- | ---------- | ---- |
| 1.        | 「ER」                               |       |            | 3:32 |
| 2.        | 「T.W.L」                            |       |            | 3:53 |
| 3.        | 「モンじゃい・ビート」               |       |            | 5:12 |
| 4.        | 「渇いた花」                         |       |            | 4:01 |
| 5.        | 「急☆上☆Show!!」                     |       |            | 3:23 |
| 6.        | 「Eden」                             |       |            | 3:40 |
| 7.        | 「Dye D?」(アコースティックver.)     |       |            | 2:57 |
| 8.        | 「旅人」                             |       |            | 2:45 |
| 9.        | 「Snow White」(アコースティックver.) |       |            | 3:37 |
| 10.       | 「パズル」                           |       |            | 4:02 |
| 11.       | 「愛でした。」                       |       |            | 4:39 |
| 12.       | 「ひとつのうた」                     |       |            | 5:41 |
| 合計時間: | 合計時間:                            | 93:05 |            |      |

| #         | タイトル                        | 作詞  | 作曲・編曲 | 時間  |
| --------- | ------------------------------- | ----- | ---------- | ----- |
| 1.        | 「Opening」                     |       |            | 1:12  |
| 2.        | 「選手入場」                    |       |            | 7:39  |
| 3.        | 「関ジャニ∞すごろく」           |       |            | 45:34 |
| 4.        | 「Eighter's Request No.1 song」 |       |            | 5:53  |
| 5.        | 「大阪ロマネスク」              |       |            | 4:35  |
| 6.        | 「Ending」                      |       |            | 3:20  |
| 合計時間: | 合計時間:                       | 68:13 |            |       |

| #         | タイトル                                              | 作詞   | 作曲・編曲 | 時間   |
| --------- | ----------------------------------------------------- | ------ | ---------- | ------ |
| 1.        | 「ガチンコ祭り!センターは俺だ!!」(全公演ダイジェスト) |        |            | 237:45 |
| 合計時間: | 合計時間:                                             | 237:45 |            |        |

#### 初回限定盤B
| #         | タイトル                     | 作詞  | 作曲・編曲 | 時間  |
| --------- | ---------------------------- | ----- | ---------- | ----- |
| 1.        | 「クルトン」(Music Clip)     |       |            | 3:59  |
| 2.        | 「クルトン」(メイキング映像) |       |            | 15:53 |
| 3.        | 「ほほえみデート」           |       |            | 57:50 |
| 合計時間: | 合計時間:                    | 77:42 |            |       |

## タイアップ
※表記は発売順。
- 浪花いろは節
  - テレビ東京系『裏ジャニ』エンディングテーマ[25]
- 好きやねん、大阪。
  - ハウス食品『好きやねん』CMソング[26]
- 桜援歌(Oh!ENKA)
  - NHK教育アニメ『忍たま乱太郎』第13・14シリーズエンディングテーマ[26]
- 無限大
  - 20世紀フォックス配給劇場アニメ『ロボッツ』日本版応援ソング[27]
- ∞SAKAおばちゃんROCK
  - エムティーアイ『music.jp』CMソング[28]
  - KADOKAWA『dwango』CMソング[28]
  - 関西テレビ『ほんじゃに!』テーマソング[28]
- 大阪ロマネスク
  - 大阪観光テーマソング[29]
- 関風ファイティング
  - エムティーアイ『music.jp』CMソング[30]
  - KADOKAWA『dwango』CMソング[30]
  - 東京ニュース通信社『週刊TVガイド』CMソング[30]
- ズッコケ男道
  - エムティーアイ『music.jp』CMソング[31]
  - KADOKAWA『dwango』CMソング[31]
- イッツ マイ ソウル
  - KADOKAWA『dwango』CMソング[32]
- ワッハッハー
  - KADOKAWA『dwango』CMソング[33]
- 無責任ヒーロー
  - 日本テレビ系『江川×堀尾のSUPERうるぐす』2008年10月-12月度テーマソング[34]
  - KADOKAWA『dwango』CMソング[34]
- 急☆上☆Show!!
  - KADOKAWA『dwango』CMソング[35]
- Wonderful World!!
  - 朝日放送・テレビ朝日系『冒険JAPAN! 関ジャニ∞MAP』エンディングテーマ[36]
- LIFE〜目の前の向こうへ〜
  - TBS系日曜劇場『GM〜踊れドクター』主題歌[37]
- T.W.L
  - テレビ朝日系アニメ『クレヨンしんちゃん』13代目オープニングテーマ[38]
  - 東宝配給劇場アニメ『映画クレヨンしんちゃん 嵐を呼ぶ黄金のスパイ大作戦』オープニングテーマ[39]
- イエローパンジーストリート
  - 東宝配給劇場アニメ『映画クレヨンしんちゃん 嵐を呼ぶ黄金のスパイ大作戦』主題歌[38]
- マイホーム
  - テレビ朝日系金曜ナイトドラマ『犬を飼うということ〜スカイと我が家の180日〜』主題歌[40]
- 365日家族
  - TBS系金曜ドラマ『生まれる。』主題歌[41]
- ツブサニコイ
  - フジテレビ系月9ドラマ『全開ガール』エンディングテーマ[42]
- 愛でした。
  - TBS系木曜ドラマ9『パパドル!』主題歌[43]
- ER
  - 東宝配給映画『エイトレンジャー』主題歌[44]

## メンバー作
※新曲のみ
- 横山裕
  - 「クルトン」(作詞)
- 安田章大
  - 「クルトン」(作曲)

## 収録作品
※シングル曲は各ページを参照。

### アルバム
クルトン
- 2ndベストアルバム『GR8EST』(201∞限定盤 特典CD)

※メドレーの1曲として収録。

### 映像作品

#### ライブ映像
クルトン
- 9thライブDVD/Blu-ray『KANJANI∞ LIVE TOUR!! 8EST 〜みんなの想いはどうなんだい?僕らの想いは無限大!!〜』

※初回限定盤の特典DVDにも収録。

## 関連ライブ
- KANJANI∞ LIVE TOUR!! 8EST 〜みんなの想いはどうなんだい?僕らの想いは無限大!!〜（2012年9月15日 - 2013年1月1日、全40公演）

## CD未収録曲

### いっこにこにこ
『いっこにこにこ』は、錦戸亮の楽曲。本項アルバムの初回限定盤Bに収録されている特典映像『ほほえみデート』で丸山隆平へ向けた楽曲として制作された。
2022年8月現在、CD未収録である。

#### クレジット
- 作詞・作曲：錦戸亮
- 作品コード[注 8]：500-8543-3

#### 収録作品
ライブ映像
- 11thライブDVD/Blu-ray『十祭』

※丸山を除く6人によるバンドアレンジで披露。
その他
- 本項『8EST』(初回限定盤B 特典DVD)

※本曲の制作映像および初披露映像。